# Cœuvres-et-Valsery
Cœuvres-et-Valsery es una comuna francesa, situada en el departamento de Aisne, de la región de Alta Francia.

## Demografía
| 453 | 402 | 399 | 480 | 449 | 432 | 471 | 448 |
| Para los censos de 1962 a 1999 la población legal corresponde a la población sin duplicidades (Fuente: INSEE [Consultar]) |     |     |     |     |     |     |     |